# Reykjavík Einherjar 2021
Questa voce raccoglie le informazioni riguardanti i Reykjavík Einherjar nella stagione 2021.

## Prima squadra

### Campionato
| 20 novembre 2021, ore 17:15 | Reykjavík Einherjar | 18 – 30 | Spartverjar |  |

## Seconda squadra

### Campionato
| Reykjavík 13 marzo 2021, ore 20:00 | Reykjavík Einherjar | 42 – 36 | Spartverjar | Keiluhöllin Egilshöll |

| Reykjavík 18 aprile 2021 | Reykjavík Einherjar | 46 – 44 | Stormþursar | Ír Völlurinn |

## Under-18

### Campionato
| Reykjavík 15 agosto 2021, ore 18:00 | Reykjavík Einherjar | 30 – 32 | Stormþursar | Keiluhöllin Egilshöll |

## Statistiche di squadra
| Competizione    | %Vittorie | In casa | In casa | In casa | In casa | In casa | In casa | In trasferta | In trasferta | In trasferta | In trasferta | In trasferta | In trasferta | Totale | Totale | Totale | Totale | Totale | Totale |
| Competizione    | %Vittorie | G       | V       | N       | P       | Pf      | Ps      | G            | V            | N            | P            | Pf           | Ps           | G      | V      | N      | P      | Pf     | Ps     |
| --------------- | --------- | ------- | ------- | ------- | ------- | ------- | ------- | ------------ | ------------ | ------------ | ------------ | ------------ | ------------ | ------ | ------ | ------ | ------ | ------ | ------ |
| Prima squadra   | .000      | 1       | 0       | 0       | 1       | 18      | 30      | 0            | 0            | 0            | 0            | 0            | 0            | 1      | 0      | 0      | 1      | 18     | 30     |
| Seconda squadra | 1.000     | 2       | 2       | 0       | 0       | 88      | 80      | 0            | 0            | 0            | 0            | 0            | 0            | 2      | 2      | 0      | 0      | 88     | 80     |
| Totale          | .667      | 3       | 2       | 0       | 1       | 106     | 110     | 0            | 0            | 0            | 0            | 0            | 0            | 3      | 2      | 0      | 1      | 106    | 110    |